# Туфир Хауът
Туфир Хауът (на английски: Thufir Hawat) е измислен герой от романа на Франк Хърбърт „Дюн“.
Той е ментат, който служи на династия Атреиди от няколко поколения до убийството на дук Лито Атреиди I при нападението на харконите.
Барон Владимир Харконен оценява таланта му и го взима на служба при себе си на мястото на убития ментат Пайтър дьо Врие.
В края на романа Хауът избира смъртта пред предателството.